# Toad (Mario)
Toad, noto in Giappone come Kinopio (キノピオ?) e Ughetto nella serie TV, è un personaggio con la testa da fungo creato da Shigeru Miyamoto del franchise di Mario.
Toad è il nome collettivo di una razza di funghi antropomorfi.
Questa razza è intelligente, segue una pacifica vita e hanno un'istituzione monarchica. Come nel caso di Yoshi e di Strutzi, il nome Toad può indicare sia il singolo personaggio, che l'intera razza di funghi umanoidi. Il nome deriva dalla parola inglese "toadstool" (fungo velenoso), mentre il nome giapponese Kinopio deriva dalla parola "kinoko" (fungo). La prima apparizione dei Toad è in Super Mario Bros., dove il simpatico funghetto ci suggeriva di cercare la Principessa altrove. In Paper Mario e in Mario & Luigi: Viaggio al Centro di Bowser compare un'intera popolazione di Toad che popola la città Toad Town (in italiano Fungopoli), la capitale del Regno dei Funghi.
Appartengono a tale razza: Toad e Toadette rispettivamente il maschio e femmina comune di tale e altri personaggi singolari come Mastro Toad, Toadoberto, Toadorica, Toad Postino e Toad Custode.

## Comparse

Toad in Super Mario Bros.

Toad gioca un ruolo marginale nel primo Super Mario Bros. Il piccolo funghetto appare alla fine del quarto livello di ogni mondo, pronunciando la famosissima frase:
«Thank you Mario! But our princess is in another castle!»
("Grazie Mario! Ma la nostra principessa è in un altro castello!").
Successivamente, Toad appare come personaggio giocabile in Super Mario Bros. 2. Il quarto selezionabile, nonché il più piccolo ma anche il più forte (sradica gli ortaggi molto più in fretta degli altri). Successivamente il funghetto è apparso come personaggio giocabile nell'intera serie di Mario Kart, oltre che in alcuni titoli della serie Mario Party. Toad è la star di Wario's Woods, un gioco di puzzle per Nintendo e Super Nintendo. Da quel gioco, lui e Wario sono nemici giurati.
In New Super Mario Bros. Wii, Toad Giallo e Toad Blu sono usabili nel multiplayer. In più ci sono i Toad da salvare dai nemici e da farli uscire dai blocchi, Toad nelle Case di Toad e Toad nel Castello di Peach. Apparso anche nella serie a cartoni animati "Le avventure di super Mario", dove nella versione italiana è chiamato Ughetto.
Nei giochi sportivi, come Mario Sports Mix, Toad è un personaggio molto veloce e appare con le sue varianti di costume giallo, verde e blu.

## Apparizioni

### Apparizioni come personaggio non giocabile
- Super Mario Bros. - NES - 1985
- Super Mario Bros. 3 - NES - 1988
- Kirby's Fun Pak - SNES - 1995
- Super Mario RPG: Legend of the Seven Stars - SNES - 1996
- Super Mario 64 - Nintendo 64 - 1996
- Mario Golf - Nintendo 64 - 1999
- Paper Mario - Nintendo 64 - 2000
- Mario Party 3 - Nintendo 64 - 2000
- Luigi's Mansion - GameCube - 2001
- Super Smash Bros. Melee - GameCube - 2001
- Super Mario Sunshine - GameCube - 2002
- Mario Party 4 - GameCube - 2002
- Mario Golf: Toadstool Tour - GameCube - 2003
- Mario vs. Donkey Kong - GBA - 2004
- Mario Power Tennis - GameCube, Wii - 2004
- Super Mario 64 DS - Nintendo DS - 2004
- Paper Mario: Il portale millenario - GameCube - 2004
- Mario Party Advance - GBA - 2005
- Dancing Stage: Mario Mix - GameCube - 2005
- Mario & Luigi: Partners in Time - Nintendo DS - 2005
- New Super Mario Bros. - Nintendo DS - 2006
- Mario Hoops 3-on-3 - Nintendo DS - 2006
- Mario vs. Donkey Kong 2: March of the Minis - Nintendo DS - 2006
- Super Mario Galaxy - Wii - 2007
- Super Mario Galaxy 2 - Wii - 2010
- Mario & Sonic ai Giochi Olimpici di Rio 2016 - Nintendo 3DS - 2016
- Super Mario Odyssey - Nintendo Switch - 2017

### Apparizioni come personaggio giocabile
- Super Mario Bros. 2 - NES - 1988
- Super Mario Kart - SNES - 1992
- Super Mario All Stars - SNES - 1993
- Wario's Woods - NES, SNES - 1994
- Mario's Tennis - Virtual Boy - 1995
- Excitebike: Bun Bun Mario Battle Stadium - SNES - 1997
- Mario Tennis - Nintendo 64 - 2000
- Mario Kart: Super Circuit - GBA - 2001
- Mario Kart: Double Dash!! - GameCube - 2003
- Mario Party 5 - GameCube - 2003
- Mario & Luigi: Superstar Saga - GBA - 2003 - Appare nell'introduzione
- Super Mario Fushigi no Korokoro Party - Arcade - 2004
- Mario Party 6 - GameCube - 2004
- Mario Superstar Baseball - GameCube - 2005
- Mario Party 7 - GameCube - 2005
- Mario Kart DS - Nintendo DS - 2005
- Mario Kart Arcade GP - Arcade - 2005
- Mario Smash Football - GameCube - 2005
- Super Princess Peach - Nintendo DS - 2005 - Appare solo nei minigiochi
- Mario Strikers Charged Football - Wii - 2007
- Mario Party 8 - Wii - 2007
- Mario Party DS - Nintendo DS - 2007
- Mario Kart Arcade GP 2 - Arcade - 2007
- Mario Kart Wii - Wii - 2008
- New Super Mario Bros. Wii - Wii - 2009
- Mario Sports Mix - Wii - 2010
- Mario Party 9 - Wii - 2012
- Super Mario 3D World - Wii U - 2013
- Mario Kart 8 - Wii U - 2014
- Captain Toad: Treasure Tracker Wii U - 2014
- Mario Party 10 - Wii U - 2015
- Mario & Sonic ai Giochi Olimpici di Rio 2016 - Wii U - 2016
- Mario Kart 8 Deluxe - Nintendo Switch - 2017
- Mario Tennis Aces - Nintendo Switch - 2018
- Mario Kart Tour - iOS, Android - 2019